# Cavalo Baio

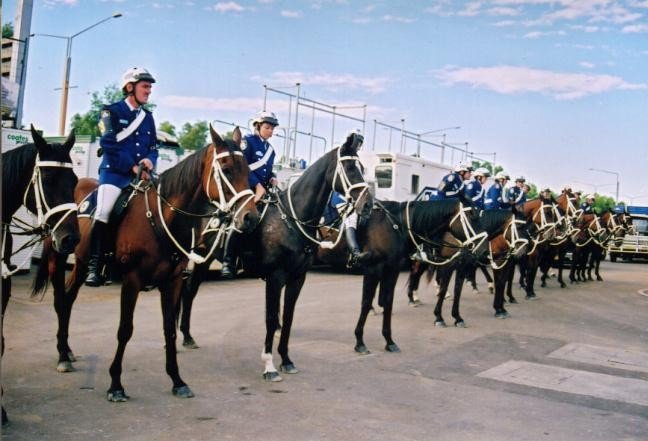
Tropa Montada de Nova Gales do Sul, Austrália.

Baio é uma cor de pelagem dos cavalos, caracterizada por uma cor do corpo marrom-avermelhada ou marrom com uma coloração de pontas pretas na crina, cauda, pontas das orelhas e pernas. Baio é uma das cores de pelagem mais comuns em muitas raças de cavalos.
As áreas pretas da pelagem de um cavalo baio são chamadas de "pontas pretas" e, sem elas, um cavalo não é um cavalo baio. Os pontos pretos às vezes podem ser cobertos por marcações brancas; no entanto, tais marcações não alteram a classificação de um cavalo como "baio". Os cavalos baios têm pele escura - exceto sob manchas brancas, onde a pele é rosada. Geneticamente, baios ocorrem quando um cavalo carrega tanto o gene Agouti quanto uma pelagem preta. A adição de outros genes cria muitas cores de pelagem adicionais. Embora os conceitos básicos por trás da coloração de baios sejam bastante simples, os próprios genes e os mecanismos que causam variações de tonalidade dentro da família de baios são bastante complexos e, às vezes, contestados. A genética dos tons escuros do baio ainda estão em estudo. Um teste de DNA que detectou o alelo selo marrom (At) foi desenvolvido, mas posteriormente retirado do mercado. A genética da fuligem também parece escurecer a pelagem de alguns cavalos, e esse mecanismo genético ainda não foi totalmente compreendido.

## Variações de cores e terminologia
Os cavalos baios variam em cor de um vermelho cobre claro a um rico vermelho sangue baio (a variedade mais conhecida de cavalo baio) e ainda um vermelho muito escuro ou marrom chamado de baio escuro, baio de mogno, baio preto ou marrom (ocasionalmente "selo marrom"). Os tons escuros e castanhos do baio podem ser referidos simplesmente como preto ou castanho. Os baios escuros (marrons) podem ser tão escuros que chegam a ter pelagem quase preta, com pelos vermelho-acastanhados visíveis apenas sob os olhos, ao redor do focinho, atrás do cotovelo e na frente do joelho. Baios escuros não devem ser confundidos com o castanho "Fígado", que também é uma cor castanha muito escura. Um castanho-fígado tem crina, cauda e patas castanhas, mas não tem pontas pretas.
O pigmento na pelagem de um cavalo baio, independentemente da tonalidade, é rico e totalmente saturado. Isso torna os baios particularmente brilhantes ao sol, se bem cuidadas. Alguns cavalos baios apresentam manchas, que são causadas por anéis concêntricos texturizados dentro da pelagem. As manchas em um cavalo baio sugerem boas condições e cuidado, embora muitos cavalos bem cuidados não as apresentem. A tendência a manchas também pode ser, em certa medida, genética.
Os baios costumam ter uma haste de pelo de dois tons, que, se raspada muito perto (como quando se tosa para um show de cavalos), pode fazer com que o cavalo pareça vários tons mais claro, um laranja-dourado um pouco opaco, quase como um pardo. No entanto, conforme o pelo cresce, ele escurece novamente para o tom adequado. Esse fenômeno faz parte da genética da cor do baio, mas geralmente não é visto em tons mais escuros de baio porque há menos vermelho na haste do pelo. (Consulte: "Herança e expressão", abaixo)

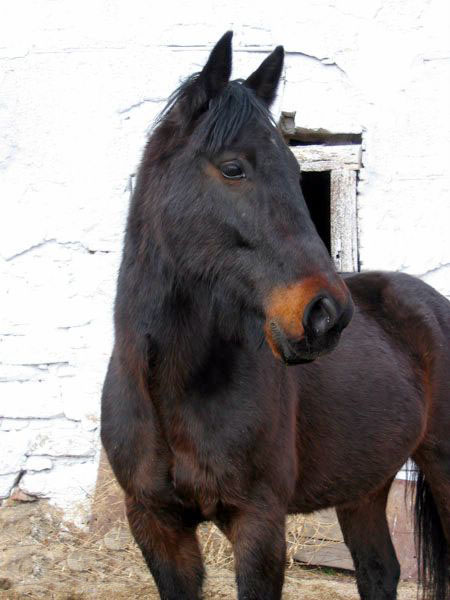
Cavalos baios escuros ou "marrons" costumam ter pelos mais claros ao redor do focinho, olhos, flancos e atrás do cotovelo

Existem muitos termos usados para descrever tons e qualidades particulares de um baio. Algumas variações de tonalidade podem estar relacionadas à nutrição e higiene, mas a maioria parece ser causada por fatores hereditários ainda não totalmente compreendidos.
Os tons mais claros são chamados de baios selvagens. Baios selvagens são autênticos baios com pelagem avermelhada totalmente pigmentada e crinas e caudas pretas, mas as pontas pretas se estendem apenas até os metacarpos. O baio selvagem costuma ser encontrado em conjunto com uma característica chamada "pangaré", que produz uma cor pálida na barriga e em áreas macias, como próximo ao joelho e ao redor do focinho.
Os cavalos baios têm pele preta e olhos escuros, exceto a pele sob as marcas, que é rosa. A cor da pele pode ajudar o observador a distinguir entre um cavalo baio com manchas brancas e um cavalo que se assemelha a um baio, mas não é.

### Ambiguidade de "marrom"
Alguns registros de raças usam o termo "marrom" para descrever baios escuros. No entanto, castanhos-fígado, cavalos com crina e cauda vermelhas ou marrons, bem como uma pelagem marrom escura, também são chamados de "marrons" em alguns contextos coloquiais. Portanto, "marrom" pode ser um termo ambíguo para descrever a cor da pelagem do cavalo. É mais claro referir-se aos cavalos de cor escura como baios escuros ou castanhos-fígado.
Para complicar ainda mais as coisas, a genética que leva a cores mais escuras da pelagem também está em estudo, e existe mais de um mecanismo genético que escurece a cor da pelagem. Um deles é um gene fuliginoso teorizado que produz sombras escuras em qualquer cor de pelagem. O outro é um alelo específico do Agouti ligado a um certo tipo de baio escuro, chamado marrom-foca. O cavalo marrom-foca tem corpo marrom-escuro e áreas mais claras ao redor dos olhos, focinho e flancos. Um teste de DNA que detectou o alelo marrom-foca (At) foi desenvolvido, mas o teste nunca foi submetido à revisão por pares e, devido a resultados não confiáveis, foi posteriormente retirado do mercado.

### Efeito do gene cinza
Alguns potros nascem baios, mas carregam o gene dominante para o envelhecimento e, portanto, tornam-se cinzas à medida que amadurecem até que a pelagem fique completamente branca. Os potros que vão se tornar cinzas devem ter um dos pais que é cinza. Alguns potros podem nascer com alguns pelos brancos já visíveis ao redor dos olhos, focinho e outras áreas de pele fina e de pelos finos, mas outros podem não mostrar sinais de envelhecimento até os vários meses de idade.

## Cores confundidas com baio
- Os castanhos, às vezes chamados de "Alazão", têm uma pelagem avermelhada semelhante a um baio, mas sem pontas pretas. Suas patas e orelhas são da mesma cor que o resto do corpo (a menos que tenham manchas brancas) e suas crinas e caudas são da mesma tonalidade da cor do corpo ou até mesmo alguns tons mais claros.
- O preto é ocasionalmente confundido com baios escuros e castanhos-fígado porque alguns cavalos pretos "queimam de sol", isto é, quando mantidos ao sol, desenvolvem uma pelagem descolorida que parece amarronzada, principalmente nas áreas de pelos finos ao redor dos flancos. No entanto, um verdadeiro preto pode ser reconhecido olhando para os pelos finos ao redor do focinho e dos olhos. Esses pelos são sempre pretos em um cavalo preto, mas são avermelhados, acastanhados ou mesmo um dourado claro em um baio ou castanho.

## Cores da Família Baio
Tradicionalmente, o baio é considerado uma das cores de pelagem "dura" ou "base" em cavalos, embora geneticamente as cores da pelagem base simples, com base na presença ou ausência do gene de extensão ("E" ou "e", respectivamente), são castanhos e pretos. O baio é o resultado da ação do gene agouti sobre uma pelagem preta. Os efeitos de genes adicionais de cor de pelagem equina em um modelo de baio alteram a cor básica em outros tons ou padrões:
- Os cavalos de pele de gamo têm crina e cauda pretas, mas em vez de pelagem vermelha ou marrom, eles têm pelagem creme ou dourada. Embora já tenham sido chamados por outros termos em textos mais antigos sobre cores de cavalo, a distinção genética criada pelo gene creme é significativa. Eles são um cavalo baio que também é heterozigoto para o alelo creme dominante (CCr). O pigmento preto permanece praticamente inalterado, mas qualquer pigmento vermelho na pelagem é diluído em ouro. Os peles de gamo raramente são confundidos com baios porque sua pelagem é significativamente mais clara e não apresentam nenhum tom de vermelho ou laranja.
- Perlinos são cavalos baios homozigotos para o alelo creme dominante (CCr). Tanto o pigmento preto quanto o vermelho são diluídos em algum tom de creme, embora os pontos anteriormente pretos geralmente tenham um tom avermelhado mais forte. A pele é ligeiramente pigmentada de rosa e os olhos são azuis.
- Baios duns são cavalos baios com pelo menos um alelo dun dominante. O pigmento vermelho e preto nas extremidades permanece praticamente inalterado, mas no corpo, o pigmento preto é diluído para ardósia e o pigmento vermelho é diluído para um tom mais pó. O efeito é semelhante ao de camurça, mas a pelagem de um baio é um bronzeado mais achatado do que bronze, e todos os duns têm alguma forma de marcas primitivas que incluem uma faixa dorsal ao longo da espinha dorsal e, às vezes, uma faixa horizontal tênue na parte de trás das patas dianteiras.
- Champanhe âmbar refere-se a um cavalo baio com pelo menos um alelo dominante do champanhe. O pigmento preto é diluído para aquecer o pigmento marrom e o vermelho para dourado. O efeito é semelhante ao de camurça, mas as pontas de um champanhe âmbar não permanecem pretas e a pele fica manchada. Os champanhes âmbar também têm olhos mais castanhos que o habitual.
- Baios prata são cavalos baios com pelo menos um alelo dominante de prata (Z). O pigmento vermelho não é afetado, mas o pigmento preto na pelagem curta é diluído em escuro, liso, marrom-acinzentado, enquanto os fios de pelo mais longos são diluídos em prata. O efeito geral em um baio é o de um cavalo cor de chocolate com crina e cauda claras.
- Os cavalos Baios Ruões são baios com pelo menos um alelo dominante ruão (Rn). O gene ruão cria um efeito de pelos brancos misturados com a pelagem vermelha do corpo. Esta cor era anteriormente agrupada com ruão castanho ou "morango" e chamada de "ruão vermelho".
- Baios pintos são cavalos baios com qualquer número de genes de manchas brancas, incluindo, mas não se limitando a, tobiano, frame overo ou salpicado de branco, e assim por diante. O padrão não tem relação com o fato de o cavalo ser ou não um baio. Os cavalos Pinto também podem ter uma pelagem de base de baio sobreposta por manchas brancas. Às vezes, o termo " tricolor " é usado, especialmente no Reino Unido, para se referir aos baios pintos.
  - Sabino é um padrão de cor na família do pinto, mas em alguns casos, o gene pode ser minimamente expresso na forma de manchas brancas muito fortes ou manchas corporais leves e esses cavalos serão registrados por seus proprietários como "baios", especialmente no registro de raças que não tem uma categoria para pinto.
- Baios leopardos são cavalos que carregam o gene leopardo (Lp) ou complexo de genes característico do Appaloosa e de outras raças. Esse gene também produz características secundárias que incluem pele mosqueada, esclera branca ao redor do olho e cascos listrados.
- Alguns cavalos baios podem carregar o gene rabicano, que produz um leve rugido em apenas algumas partes do corpo ou pode fazer com que alguns pelos brancos ou cremes apareçam na crina ou cauda, às vezes criando um efeito "gambá". A maioria dos baios rabicanos são registrados simplesmente como baios ou como baios ruões.

## Genética
Os vários tons de baios podem ser produzidos geneticamente por múltiplos fatores, mas uma explicação simples da genética dos baios é que a cor "vermelha", vista no cavalo castanho, é representada pelo alelo "e" recessivo; e a cor preta, representada pelo alelo "E" dominante, são os dois genes de cor de revestimento mais básicos. Todas as outras cores são produzidas pela ação de alelos adicionais agindo sobre essas duas cores de base.
Um cavalo baio carrega o alelo Extensão (E) e um gene de supressão conhecido como gene agouti (A). O gene agouti, dominante sobre o gene preto, limita ou suprime a coloração preta dos pontos pretos, permitindo que a cor vermelha subjacente apareça. Ao contrário de outros tipos de coloração "pontual", como a observada em gatos siameses, as pontas negras características da coloração do baio não são produzidas por uma diluição ou gene de albinismo.
Como o gene Extensão (E) e o gene agouti (A) podem ser heterozigotos ou homozigotos, a extensão em que um baio passa em sua cor varia amplamente de um cavalo para outro, dependendo de seu genótipo e de seu parceiro. Além disso, um castanho pode carregar o gene Agouti, que será "mascarado" ou não se manifestará até que o cavalo seja cruzado com um parceiro com o alelo E e produza uma prole com ambos os genes.

### Herança e expressão
A família das cores da pelagem depende de dois genes autossômicos dominantes simples: extensão e agouti. O papel do gene extensão é produzir uma proteína chamada receptor de melanocortina 1 ou MC1R . O MC1R permite que o pigmento preto eumelanina se forme no cabelo. Intimamente ligado a esse processo, o papel do gene Agouti é produzir o peptídeo sinalizador ASIP da Agouti, que desativa o MC1R, permitindo efetivamente que o pigmento vermelho feomelanina "apareça". No entanto, essa desativação não ocorre em toda a pelagem; ocorre apenas em pulsos na pelagem corporal e nunca nas extremidades ou pontos.
Se um cavalo não possui uma cópia funcional dominante do alelo de tipo selvagem E no locus de extensão, então MC1R não pode ser produzido. Sem essa proteína, o pigmento preto eumelanina não pode se formar no pelo. Esses cavalos, tendo duas cópias da mutação recessiva, têm pelagem rica em feomelanina, sem eumelanina; eles são vermelhos ou castanhos. Em resumo, a menos que um cavalo tenha pelo menos um alelo E funcional, ele não pode ser um baio.
Da mesma forma, se um cavalo não possui uma cópia funcional dominante do alelo A no locus Agouti, então o ASIP não pode ser produzido. Sem ASIP, a eumelanina não é regulamentada e a pelagem é totalmente preta. A regulação do pigmento preto, entretanto, depende de sua presença em primeiro lugar; um cavalo com o genótipo recessivo Agouti aa é indistinguível de qualquer outro genótipo em um cavalo com uma pelagem livre de eumelanina. Quando a eumelanina está presente, ela é restringida em vários graus pela ação do ASIP .
A ação do ASIP pode ser observada em cavalos que estão com a pelagem cortada. Quando raspada rente, a ponta preta é perdida, deixando a parte inferior feomelânica do eixo. Isso produz uma aparência opaca, laranja-ouro na pelagem do corpo que se perde com a vertente da mola. Isso geralmente não é visto em baios escuros, que têm pouco vermelho na haste do pelo.
Um estudo de associação do genoma identificou uma região do cromossomo 22 equino que parece se correlacionar com a extensão do pigmento preto em cavalos baios. Esta região inclui a extremidade 5' do gene agouti, bem como outro gene chamado RALY, ambos conhecidos por afetar a cor da pelagem em outras espécies. Mais pesquisas são necessárias para identificar a mutação causal.

### Agouti
A causa por trás dos vários tons de baio, particularmente os fatores genéticos responsáveis pelo baio selvagem e o selo marrom, são contestadas há mais de 50 anos. Em 1951, o zoólogo Miguel Odriozola publicou "A los colores del caballo", em que sugeria quatro alelos possíveis para o gene "A". Ele descreveu uma ordem de dominância entre os alelos e os fenótipos associados:
- a, recessivo, quando homozigoto em um cavalo com pelo menos um alelo E é responsável pela pelagem preta. Se o cavalo for ee, não haverá efeito visível.
- At, é responsável pela pelagem selo marrom.
- A é responsável pelo revestimento padrão do baio.
- A+, é responsável pela pelagem do baio selvagem.[5]

Isso foi aceito até a década de 1990, quando uma nova teoria se tornou popular. A nova teoria sugeria que as manchas do baio eram causadas por muitos genes diferentes, alguns que iluminavam o pelo, outros o escureciam. Essa teoria também sugeriu que os cavalos selo marrom eram cavalos pretos com uma característica chamada pangaré. Pangaré é um traço ancestral também denominado "farináceo", que delineia as partes moles ou comunicativas do cavalo em amarelo claro.
A combinação de preto e pangaré foi descartada como a causa do marrom em 2001, quando uma equipe de pesquisa francesa publicou os  Mutações no agouti (ASIP), na extensão (MC1R) e no marrom (TYRP1) loci e sua associação com os fenótipos de cor do revestimento em cavalos (Equus caballus). Este estudo utilizou um teste de DNA para identificar um alelo a recessivo no Agouti, e descobriram que nenhum dos cavalos pertencentes ao fenótipo selo marrom eram homozigóticos para o alelo.
Desde 2001, os mecanismos das variações dentro da categoria "baios" permanecem obscuros. Pesquisas em andamento sugerem que as teorias de Odriozola podem estar corretas, evidenciado por uma condição paralela em ratos. Os camundongos têm mais de seis alelos no locus Agouti, incluindo At, que produz preto e castanho.
Ainda é provável que, até certo ponto, a "tonalidade" da cor da pelagem possa ser regulada por genes não relacionados para características como "fuligem" e que os fenótipos de fuligem ou baios escuros/marrons podem se sobrepor.